# Uncle Bill (film 1912)
Uncle Bill è un cortometraggio muto del 1912 diretto da Milton J. Fahrney.

## Produzione
Il film fu prodotto da David Horsley per la Nestor Film Company.

## Distribuzione
Distribuito dall'Universal Film Manufacturing Company, il film - un cortometraggio di una bobina - uscì nelle sale cinematografiche USA il 28 agosto 1912.